# Bierbeek
Bierbeek é um município da Bélgica localizado no distrito de Leuven, província de Brabante Flamengo, região da Flandres.